# Cirrhitus
Cirrhitus is een geslacht van straalvinnige vissen uit de familie van koraalklimmers (Cirrhitidae).
Het geslacht is voor het eerst wetenschappelijk beschreven in 1803 door Bernard Germain de Lacépède.

## Soorten
- Cirrhitus albopunctatus Schultz, 1950
- Cirrhitus atlanticus Osório, 1893
- Cirrhitus pinnulatus (Forster, 1801)
- Cirrhitus rivulatus Valenciennes, 1846